# Narodna partija Švajcarske
Narodna partija Švajcarske - Demokratski savez centra, ( , fr. , ital. , romn. Partida populara Svizra (PPS)) је nacionalistička politička stranka u Švajcarskoj. Po broju članova је treća po veličini u Švajcarskoj.
SVP је 1971. nastala spajanjem stranaka Poljoprivrednici, komercijalne i građanske stranke i Demokratske stranke kantona Graubunden i Glarus.

## Predsednici stranke[2]
Predsednici stranke BGB-a i/ili SVP-a:
- 1937–1945: Rudolf Rajhling
- 1945–1952: Rudolf Veber
- 1953–1956: Karl Renold
- 1957–1965: Valter Zigenthaler
- 1965–1976: Hans Konzet
- 1976–1984: Fric Hofman
- 1984–1988: Adolf Ogi
- 1988–1995: Hans Ulman
- 1996–2008: Uli Maurer
- 2008-2016: Toni Bruner
- 2016-danas Albert Rosti

## Spoljašnje veze
- Narodna partija Švajcarske